# Ягольник Олександр Олександрович
Олександр Олександрович Ягольник (нар. 30 серпня 1970, Чернівці) — український продюсер, композитор, публіцист-оглядач сфери культури і шоу-бізнесу, ведучий радіо- і телепрограм, поет, драматург.

## Життєпис
Народився 30 серпня 1970 року у Чернівцях. У 12 років переїхав з батьками до Запоріжжя, де прожив два роки, навчався в одному класі з продюсером Владом Ряшиним. Згодом сім'я переїхала до Києва. У 1987-у закінчив школу і вступив на факультет журналістики Київського університету ім. Т. Шевченка.
У період з 1989 по 1994 роки вів музичну сторінку МК «638» в газеті «Комсомольське знам'я». Окрема музична газета «Весло», заснована Олександром, почала виходити із 1991 року.
З 1991 по 1993 роки разом із Костянтином Ягольником вів радіопрограми «Бліц» і «4М».
У 1990-х роках працював ведучим різноманітних телешоу, зокрема, в 1997—1998 — телепрограми «Пісня року» на телеканалі «1+1».
Завідував музичним відділом газети «Київські відомості».
Окрім журналістики активно пише пісні під власним ім'ям та під всевдонімом (напр. Олег Позанєв). Серед виконавців пісень Олександра Ягольника в різний час (1989—2015) були: Ірина Сказіна, К. Кіт, Олена Мозгова, Наталія Могилевська, Каріна Плай, Оля Юнакова, Наталя Валевська, Віталій Козловський, І. Кондратюк, Асія Ахат, В. Ткаченко, Nicholas W. Angel, групи «Іграшки», «Гавана», «Піна Колада», О. Мухіна, «REAL О» та інші.
Професійна футбольна ліга затвердила офіційний супровід своїх змагань музикою, написаною Олександром Ягольником.
У 1991 році організував та провів рок-фестиваль «Весняні надії» (газета «Комсомольське знам'я» спільно з Вінницьким рок-клубом).
На Міжнародному фестивалі «Слов'янський базар» у Вітебську — прес-аташе української делегації.
Просуває ідею створення повноцінних українських мюзиклів — є автором написаних семи музичних матеріалів майбутніх постановок.

## Продюсування
- 1996 — продюсер Наталії Могилевської (спродюсований дебютний альбом «Ла-ла-ла» встановив рекорд продажів у 1,5 млн копій альбому в Україні)
- 1998—2005 — створення і продюсування групи «Іграшки» (альбоми «Зі святом, малюк», «Ромашки», «Казки в стилі Лори Палмер»), «Гавана» (альбоми «Час кішок», «Новий рік у сукні новій»)
- 2004 — створення пісні «Оле-Оле Україна» для Національної збірної України з футболу для відбору на Чемпіонат Світу — 2006
- 2006 — створення фан-гімну Національної збірної України з футболу «Потрібно перемогти!» для ЧС — 2006 в Німеччині. Композиторські курси по класу Володимира Ходзицького (Берлін)
- 2010 — створення Бориспільського рок-клубу (перший президент), продюсування першого в Україні футбольного фан-сіті до ЧС—2010 в ПАР (м. Біла Церква).
- 2012 — створення Театру мюзиклів ім. Віктора Шулакова.
- 2019 — генеральний продюсер міжнародного рок-фестивалю «Дунайська січ»

## Погляди
Після демонтажу у липні 2016 р. погруддя радянському партизану Сидору Ковпаку на території київської школи № 111 Олександр Ягольник заявив, що «проклинає убогу обмеженість» тих, хто зніс бюст пам'ятника його дідові Ковпаку. Також він назвав причетних до декомунізації вандалами та дебілами, які не розуміють різниці між комунізмом та українською військовою славою. На його думку пам'ять про Ковпака житиме стільки, скільки існує військова стратегія та військові вищі навчальні заклади. Він також обіцяв, що рано чи пізно пам'ятник Ковпаку відновлять.

## Автор пісень
- «Девочка с волосами цвета лилий» — Наталія Могилевська
- «До побачення» — Ірина Сказіна
- «Звездные ночи с тобой» — Наталія Могилевська
- «Ізмаїл» — гурт «TaRuta»[7]
- «И когда пройдет этот дождь…» — Наталія Могилевська
- «Ла-ла-ла» — Наталія Могилевська
- «Мій Ізмаїл» — Олеся Кичук[7]
- «Она (Красиво прощались с любовью…)» — Наталія Могилевська
- «Оранжевый мальчишка» — гурт «Іграшки»
- «Подснежник» — Наталія Могилевська
- «Романс о любви» — Наталія Могилевська
- «Ромашки» — гурт «Іграшки»
- «С праздником, малыш!» — гурт «Іграшки»
- «Танцуй со мной» — гурт «Іграшки»

## Дискографія
- 1997 — «Ла-ла-ла» (Наталія Могилевська)
- 1998 — «Подснежник. Лучшие Песни Александра Ягольника» (Наталія Могилевська, DJ Ice, «Іграшки», Олександр Ягольник). Лейбл «Поліфон Рекордз»[8]
- «Зі святом, малюк» (гурт «Іграшки»)
- «Ромашки» (гурт «Іграшки»)
- «Казки в стилі Лори Палмер» (гурт «Іграшки»)
- «Час кішок» («Гавана»)
- «Новий рік у сукні новій» («Гавана»)

## Відеографія
- «Ла-ла-ла» — Наталія Могилевська (реж. Віталій Докаленко)
- 2000 — «Ла-ла-ла 2000» (гурт «Іграшки»)[9]
- «Пока» (гурт «Іграшки»)[10]